# بابند (شهدا بهشهر)
بابند (بالفارسية: پابند) هي قرية تقع في إيران في قسم شهدا الريفي. يقدر عدد سكانها بـ 266 نسمة بحسب إحصاء 2016.